# Koyna-Wildreservat
Das Koyna Wildlife Sanctuary ist ein Wildreservat im indischen Bundesstaat Maharashtra, liegt im District Kolhapur und wurde 1985 gegründet. Es gehört zum Küstengebirge Westghats und ist damit Teil des UNESCO-Weltnaturerbes. Von der International Union for Conservation of Nature and Natural Resources wurde das Gebiet in die Kategorie IV eingestuft und inzwischen als Nationalpark (Kategorie II) vorgeschlagen. Es bildet den nördlichen Teil des 741,22 km² großen Sahyadri Tiger Reservats, während der Chandoli Nationalpark den südlichen Teil darstellt.

## Flora

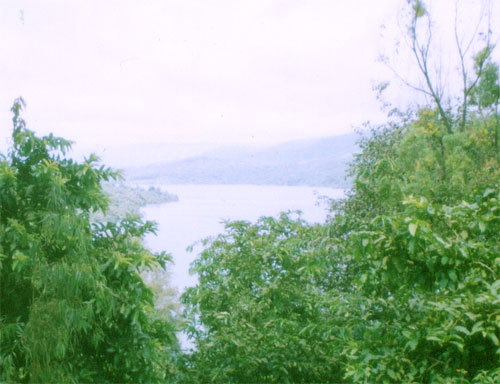
Blick auf den Stausee
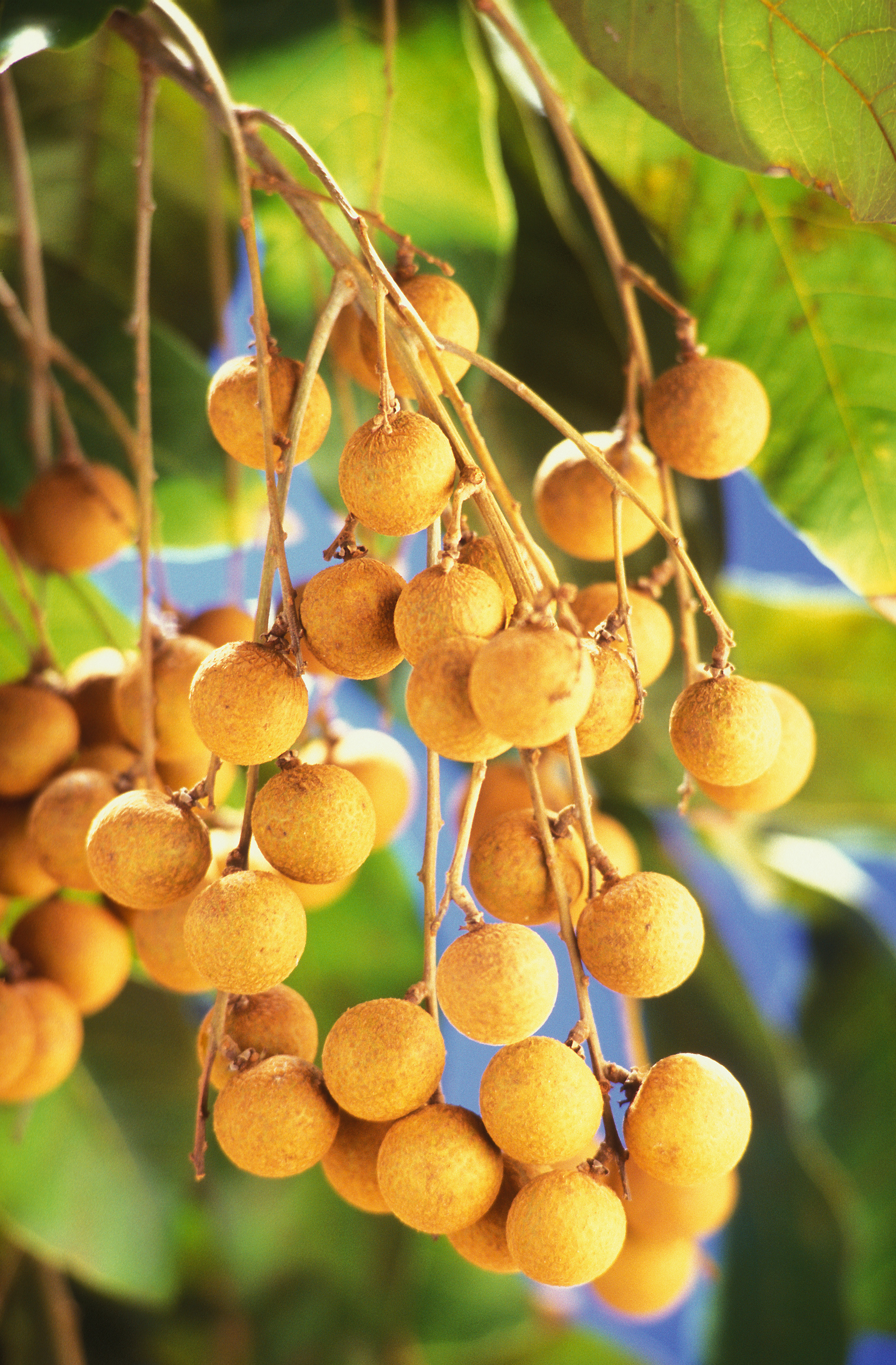
Früchte des Longan-Baums
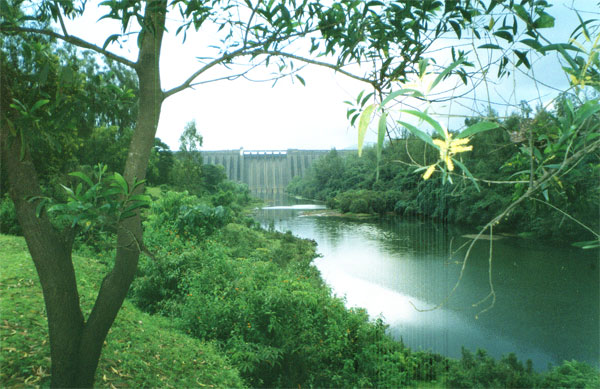
Blick auf die Staumauer

Das Reservat ist durch dichte Wälder gekennzeichnet, die in die drei Gebiete Vasota, Maharkhor und Indavli Met eingeteilt werden. Der Shivasagar-See, der zur Nutzung der Wasserkraft aufgestaut wurde, und das Westghats-Gebirge bilden die natürlichen Grenzen. Hier befinden sich ausgedehnte feuchte Laubwälder und tropische Regenwälder, in denen seltene Arten wie der Longan-Baum und Ölfruchtbäume aus der Gattung Elaeocarpus wachsen. Besonders verbreitet sind Kletterpflanzen, aber auch Heil- und Gewürzpflanzen.

## Fauna

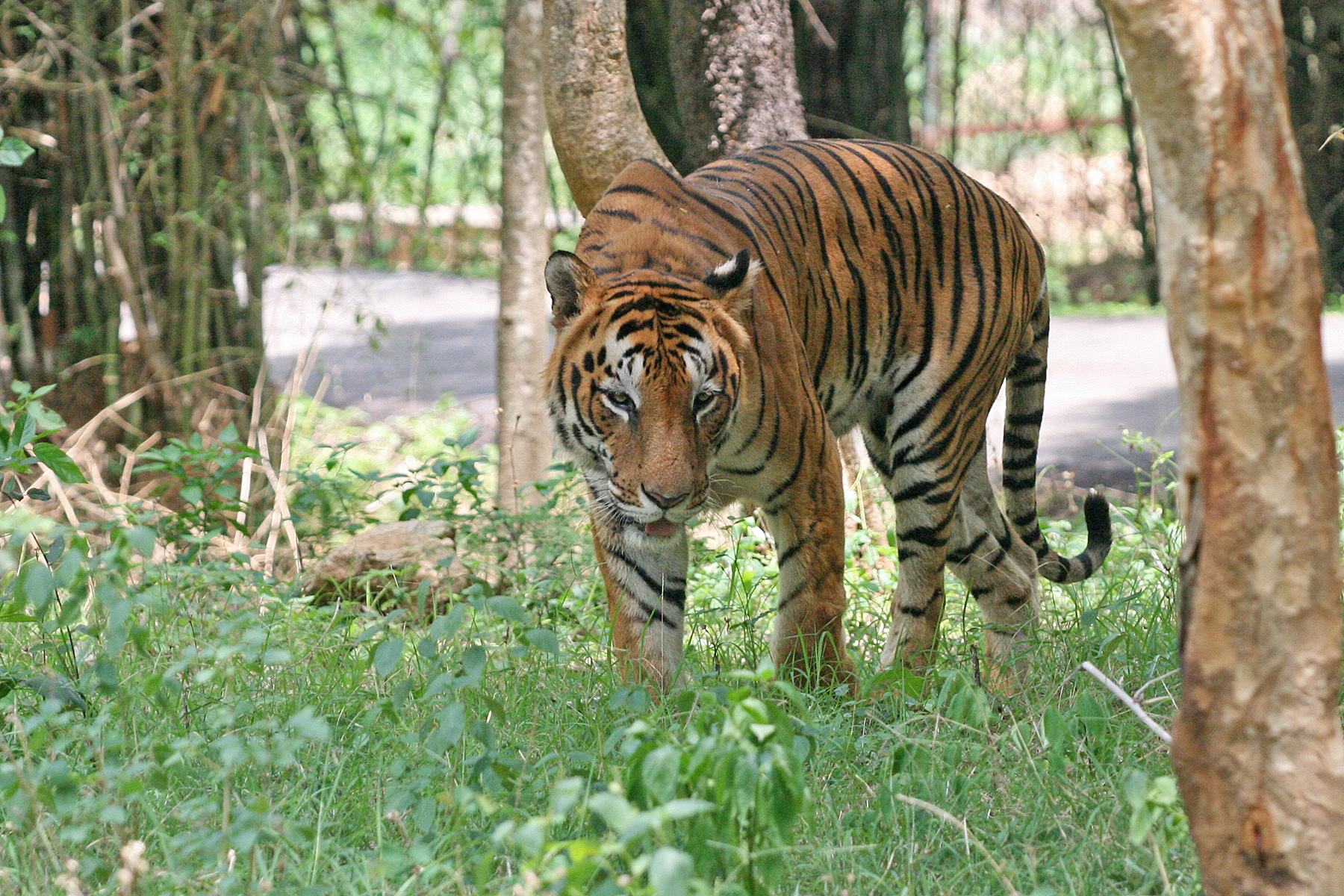
Bengal- oder Königstiger
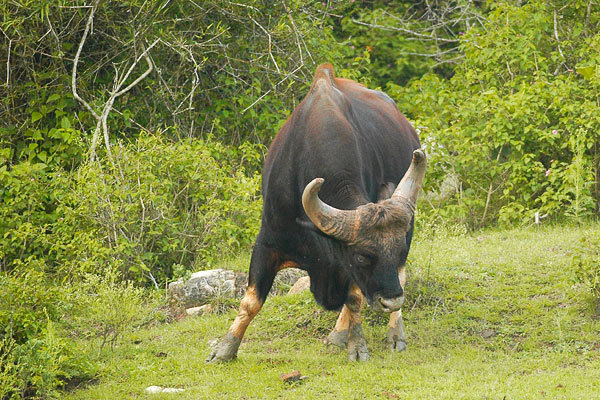
Gaur im indischen Nationalpark
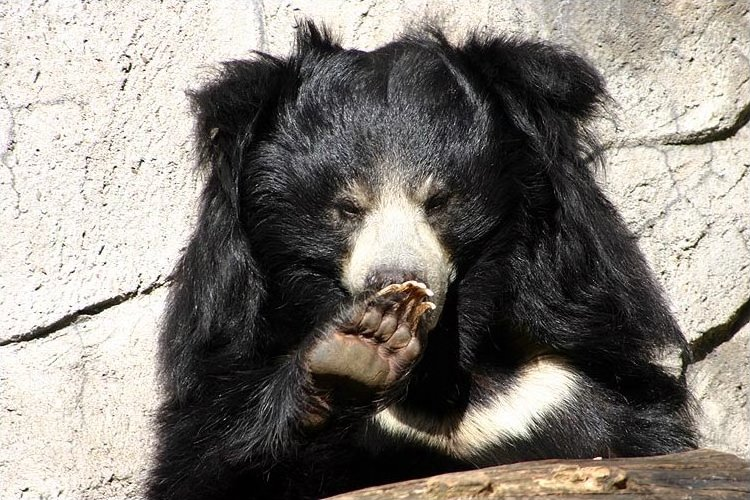
Lippenbären verfügen über lange Grabklauen
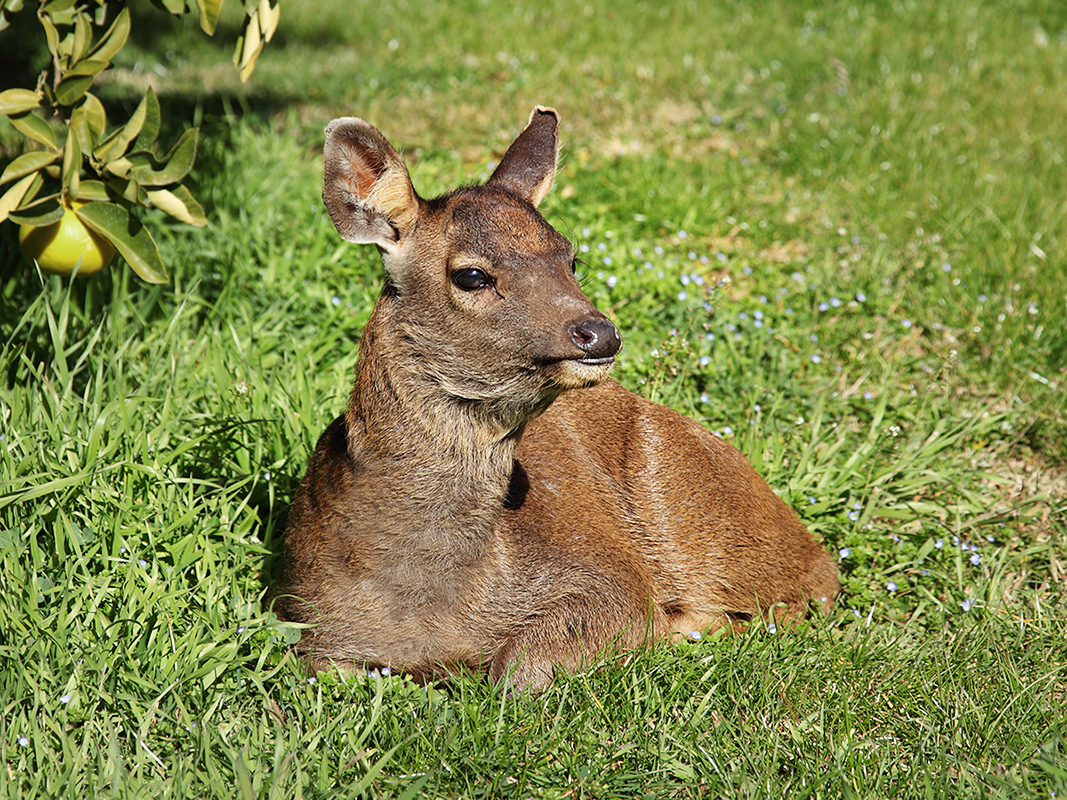
Sambar, Hirschkalb, etwa 6 Wochen alt
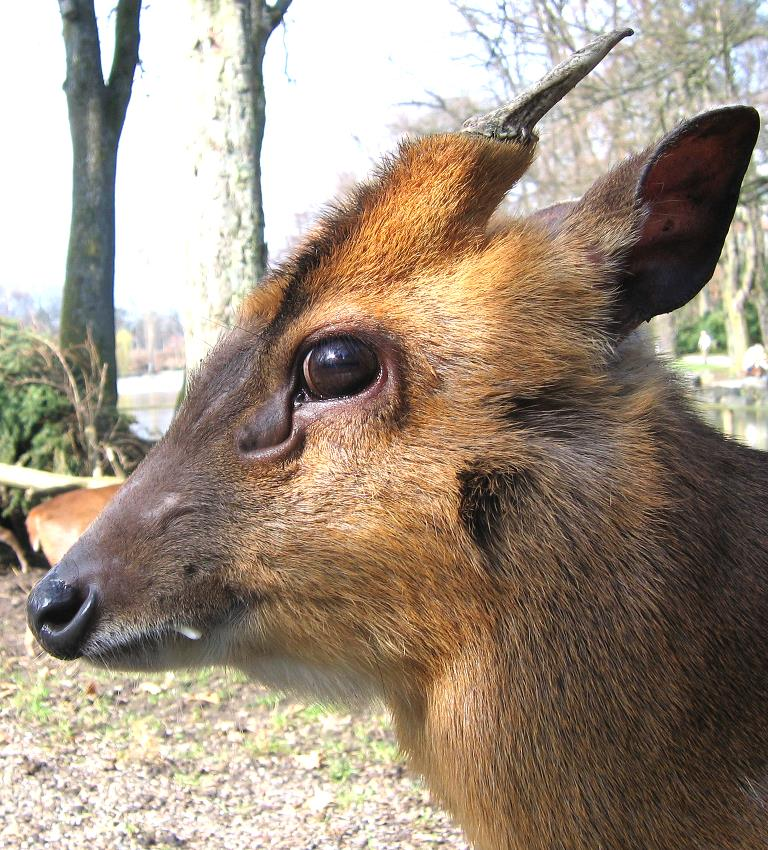
Männchen des Indischen Muntjak
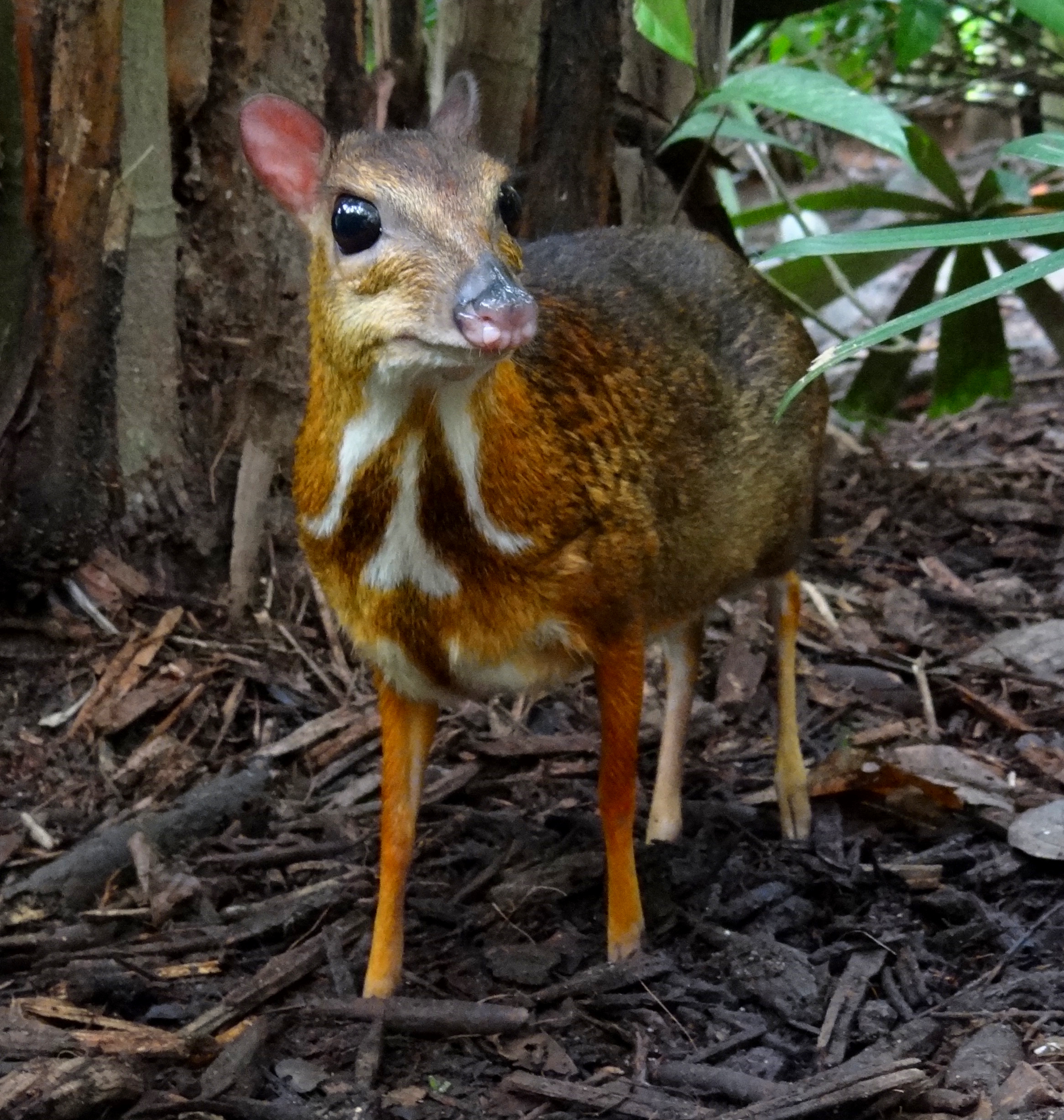
Hirschferkel
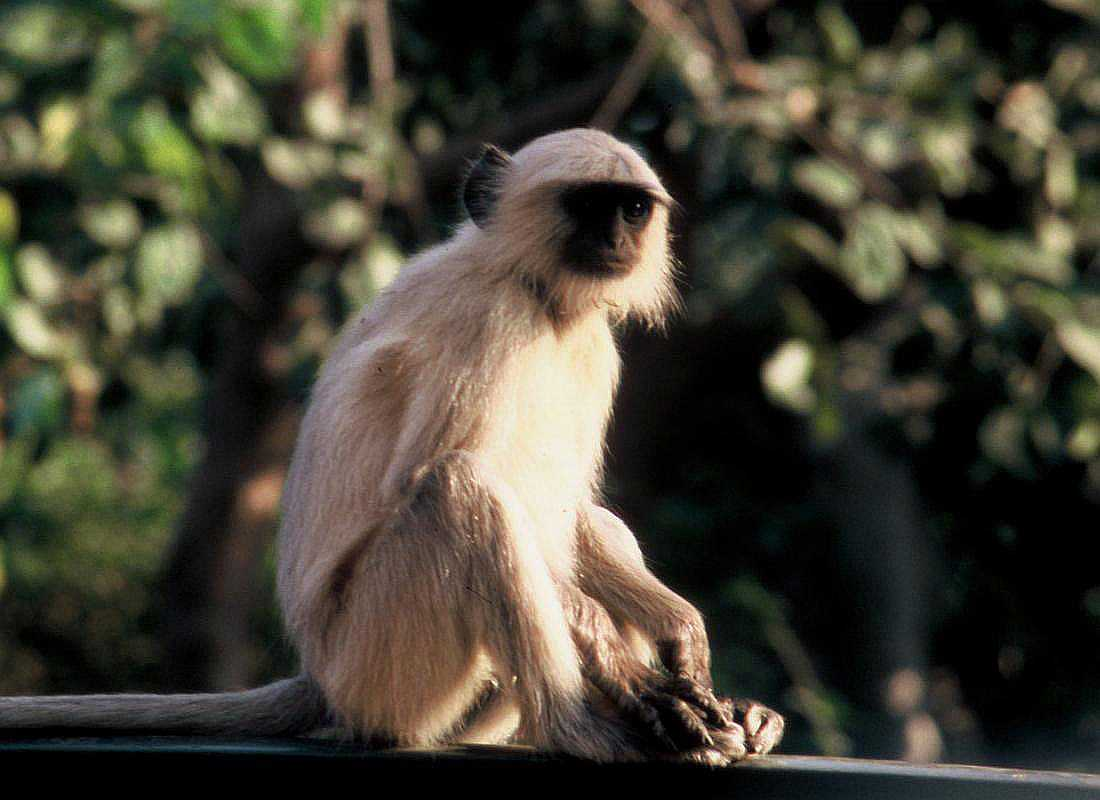
Hanuman-Langur, ein heiliges Tier Indiens
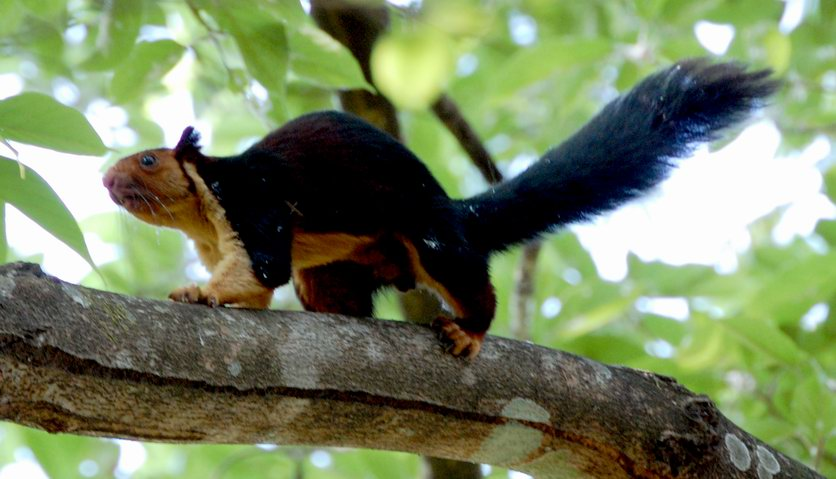
Riesenhörnchen
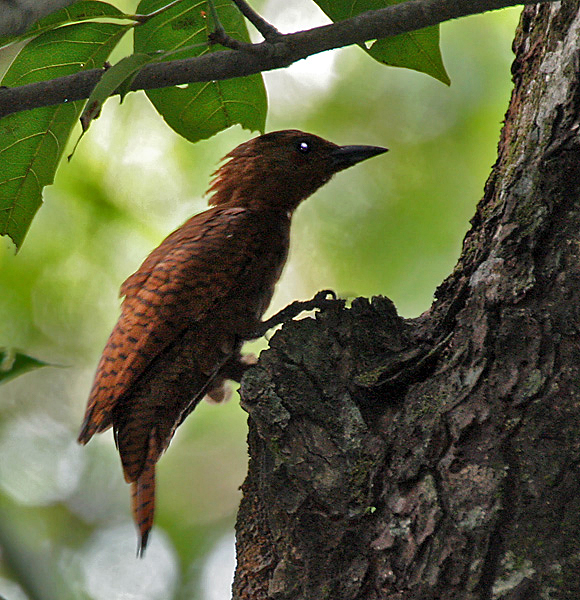
Rötelspecht
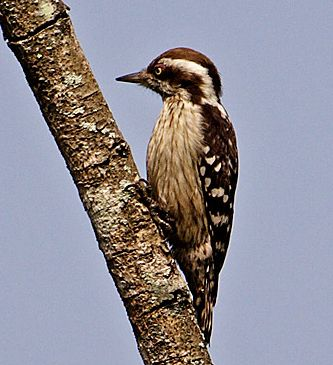
Braunkopfspecht (Dendrocopos nanus)
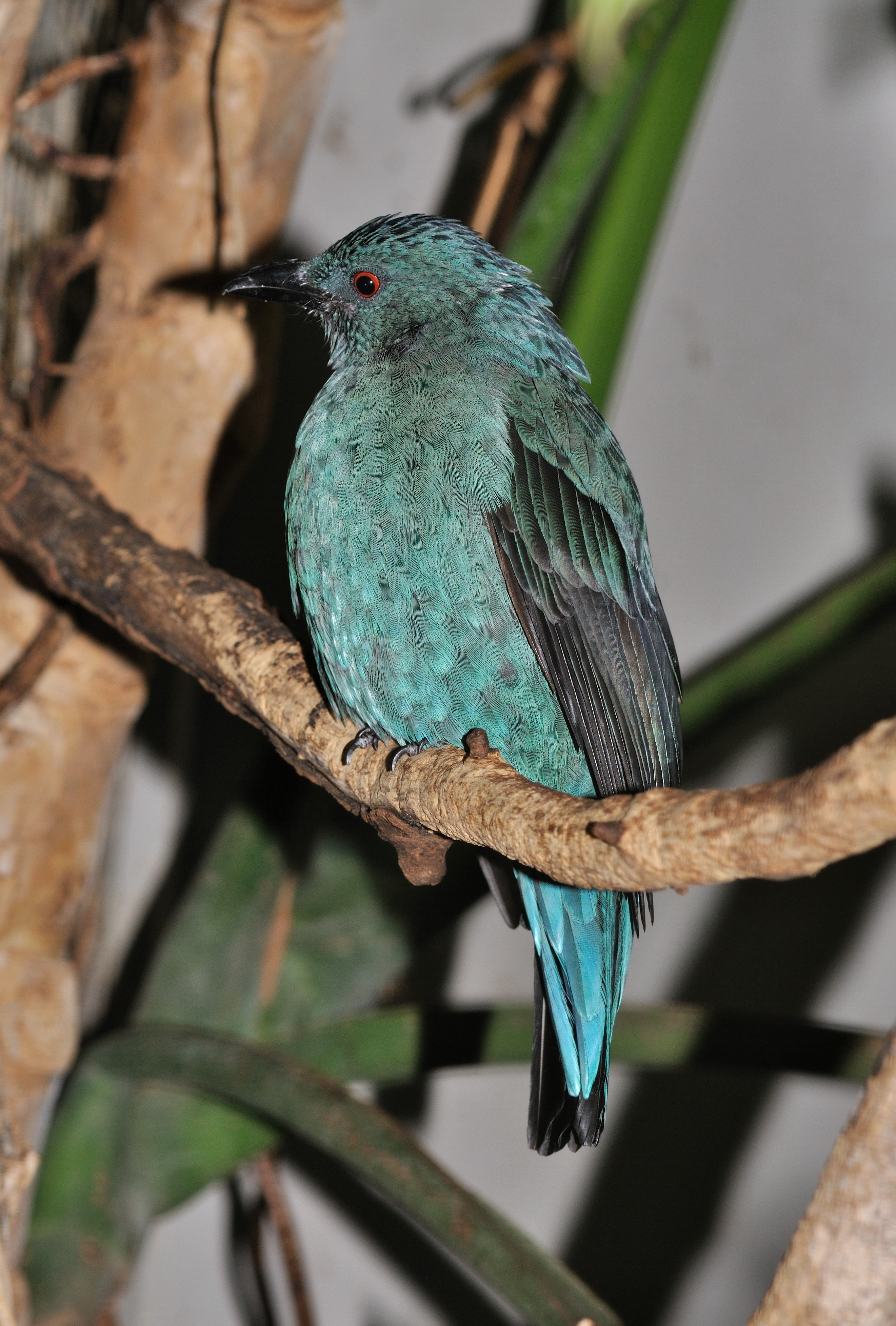
Weibchen des Elfenblauvogels
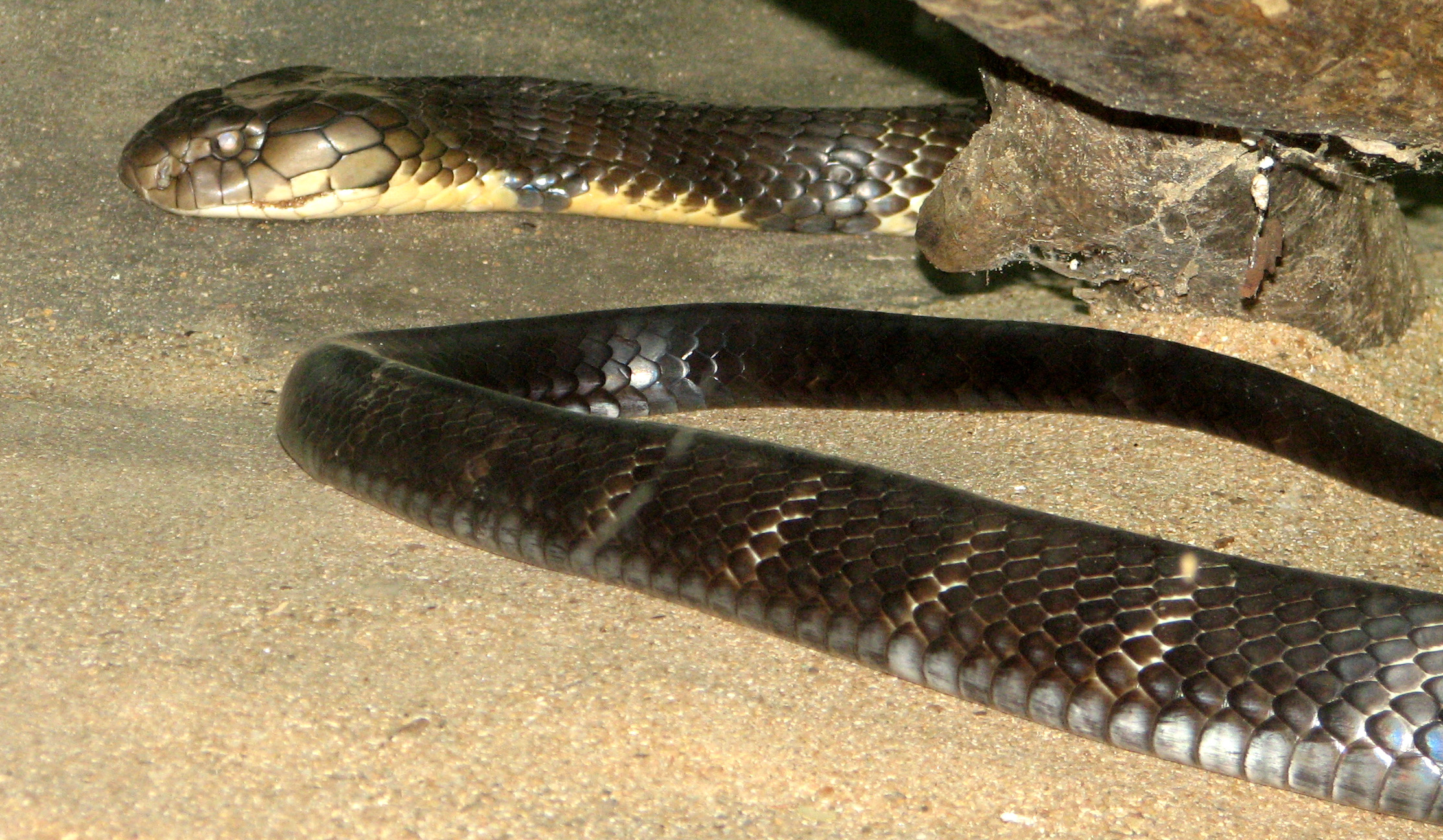
Königskobra mit deutlich erkennbarer Querbänderung

Die Tierwelt ist sehr vielfältig: Hier leben Königstiger, Indische Leoparden, Indische Bisons, Lippenbären, Sambar oder Pferdehirsche, Muntjaks, Hirschferkel, Hanuman-Languren, Fischotter und Riesenhörnchen. Unter den Vögeln finden sich der Rundschwanzspecht, der Rötelspecht, der seltene Braunkopfspecht (Dendrocopos nanus), der Elfenblauvogel, die Schleppennachtschwalbe (Caprimulgus climacurus) und der Schopfhabicht (Accipiter trivirgatus). Auch zahlreiche Reptilien wie den Hellen Tigerpython und die Königskobra sowie seltene Amphibien sind hier verbreitet.

## Geographie
Der Shivasagar-Stausee erstreckt sich über eine Länge bis zu 50 km und bedeckt eine Fläche bis zu 891,78 km². Die Wassertiefe erreicht 80 m. Durch den Bau der Talsperre Anfang der 1960er Jahre wurde die Landschaft nachhaltig verändert. Seit 1967 wurden 17 Erdbeben M ≥ 5, über 150 Beben M ≥ 4 und einige Tausend kleinere Erderschütterungen registriert, die zum Teil durch den Druck der großen Wassermasse ausgelöst werden. Der Fluss Koyna ist ein Nebenfluss des Krishna.